# Solução extrativa
A solução extrativa tem por finalidade a extração, propriamente dita, dos constituintes de uma droga (parte de uma planta vegetal) com atividade farmacológica.
A fração que sobra, chamada de marco ou resíduo, não tem atividade farmacológica mas são constituintes úteis como exemplo açúcar, amido, mucilagens, gomas, proteínas, pectina, celulose, minerais em geral. Os compostos que apresentam atividade farmacológica presente na maioria das plantas são alcalóides, heterosídeos, taninos, resinas, flavonas, essência, óleos vegetais, alguns minerais, antibióticos de caldos fermentados e enzimas de homogeneizados celulares.